# Ligne de chemin de fer Maťovce - Haniska pri Košiciach
La ligne 500 des chemins de fer slovaques relie la frontière entre la Slovaquie et l'Ukraine à Haniska.
C'est la plus longue ligne à écartement large de Slovaquie. Elle est utilisée principalement au transport de minerais depuis l'Ukraine.

## Histoire
La ligne a été rendue nécessaire car les capacités de transbordement à Čierna nad Tisou étaient devenues insuffisantes, en particulier après la création de l'usine sidérurgique de Košice (aujourd'hui US steel Košice).
Les accords de construction de la ligne aux standards soviétiques de l'époque ont été signés le 31 mai 1964 mais les travaux avaient déjà commencé le 16 mars 1964.
La voie a été ouverte à la circulation le 1er mai 1966.
L'électrification a eu lieu en 1978. Il est envisagé de la prolonger jusqu'à Vienne.

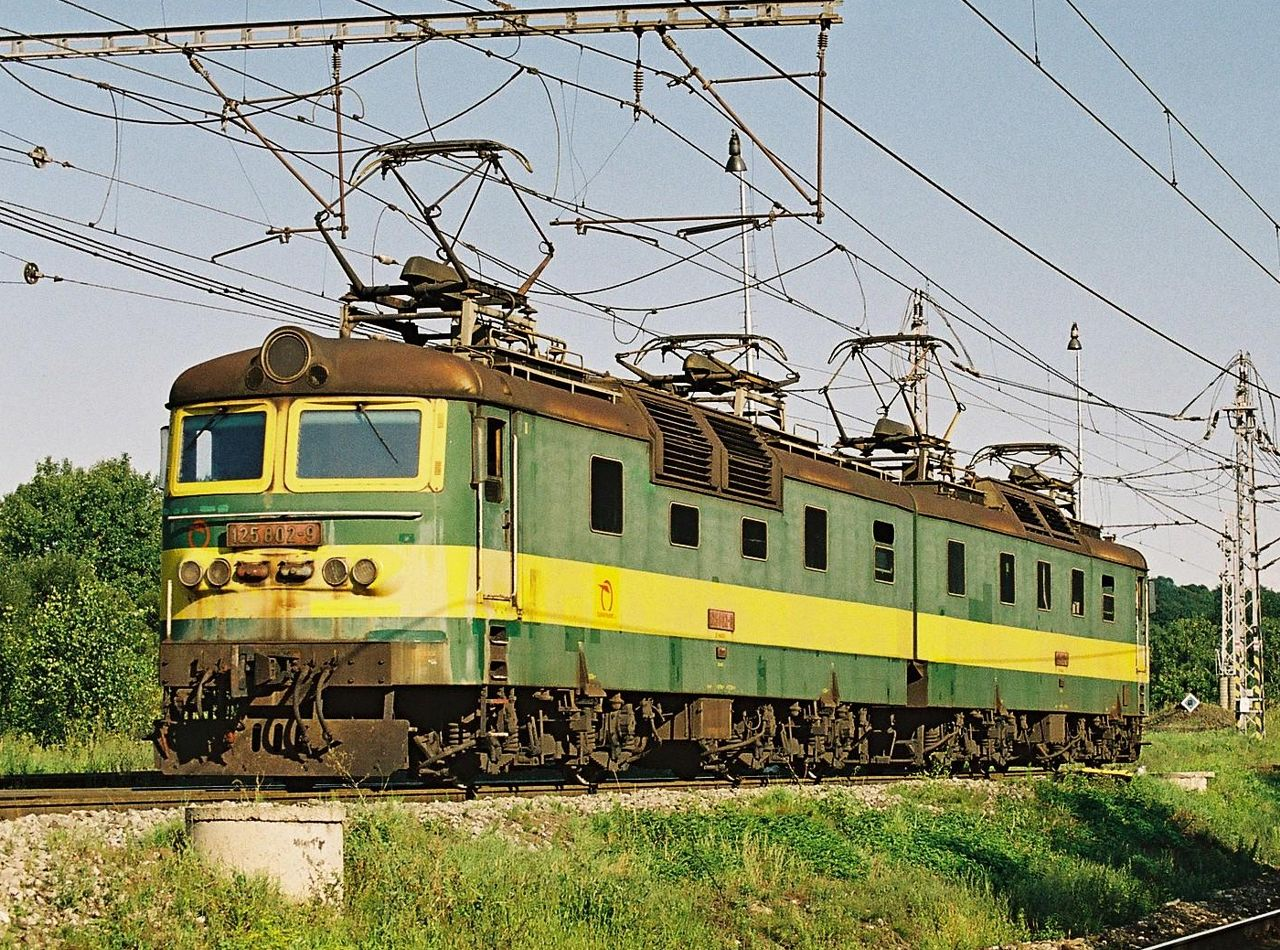